# 柳京 (朝鮮人民軍)
柳京（韓語：류경，？—2011年），朝鮮前國家安全保衛部副部長、朝鮮人民軍上將，他於2011年初因受賄而被99發子彈槍決而死。

## 生平
柳京早期的事跡不詳，但資料顯示他在2002年時由於打垮日本在朝鮮建立的間諜而立下大功，頓時成為時任最高領導人金正日的愛將。2009年，他又促使美國女記者綁架事件，令前總統克林頓來到平壤，使朝鮮政府大肆宣傳美國前總統在金正日面前低下頭的形象。為表揚柳京的功勞，他在同年被授予共和國雙重英雄稱號。
然而，柳京在2011年忽然失勢，並在同年被控受賄和非法斂財，又在其家中發現大量鈔票。之後，他迅速被公開处决，報導更指他是在朝鮮勞動黨和軍部等權力核心幹部的注視下被處刑，而行刑方式是以99發子彈槍決。分析相信，柳京忽然倒下可能與金正日協助其子金正恩繼承其位有關。

## 相关人物
- 金哲﹕被迫擊砲處殺的朝鮮人民軍將領。（有争议[2]）

## 資料來源
1. 1 2 3 4 5  "慘！朝鮮國安副部長被99發子彈公開槍決" 《阿波羅新聞》 2011 9 20
2. ↑  "Was a North Korean General Really Executed by Mortar Fire?" 《Foreign Policy》 31 10 2012